# Untere Delme, Hache, Ochtum und Varreler Bäke
Untere Delme, Hache, Ochtum und Varreler Bäke este o arie protejată (sit de importanță comunitară — SCI) din Germania întinsă pe o suprafață de 82,42 ha, integral pe uscat.

## Localizare
Centrul sitului Untere Delme, Hache, Ochtum und Varreler Bäke este situat la coordonatele 53°06′12″N 8°39′43″E / 53.1033°N 8.6619°E.

## Înființare
Situl Untere Delme, Hache, Ochtum und Varreler Bäke a fost declarat sit de importanță comunitară în ianuarie 2005 pentru a proteja 4 specii de animale.

## Biodiversitate
Situată în ecoregiunea atlantică, aria protejată conține 4 habitate naturale: Lacuri eutrofice naturale cu vegetație de tip Magnopotamion sau Hydrocharition, Cursuri de apă de la nivel de câmpie la nivel montan, cu vegetație Ranunculion fluitantis și Callitricho-Batrachion, Liziere de ierburi înalte hidrofile de câmpie și de nivel montan până la alpin, Păduri aluvionare cu Alnus glutinosa și Fraxinus excelsior (Alno-Padion, Alnion incanae, Salicion albae).
La baza desemnării sitului se află mai multe specii protejate de  pești (4): Cobitis taenia Complex, Lampetra fluviatilis, Petromyzon marinus, somonul (Salmo salar).